# Bass River (Chaleur-Bucht)
Der Bass River ist ein etwa 43 km langer Zufluss der Chaleur-Bucht im Westen des Sankt-Lorenz-Golfs in der kanadischen Provinz New Brunswick.

## Flusslauf
Der Bass River bildet den Abfluss des 144 m hoch gelegenen Sees Bass River Lake, 25 km südlich der Stadt Bathurst. Der Bass River fließt in nördlicher Richtung zum Meer. Dabei weist er zahlreiche Flussschlingen auf. Der Fluss durchquert den äußersten Osten des Stadtgebietes von Bathurst und erreicht ein schmales Ästuar, das durch eine langgestreckte Nehrung vom offenen Meer getrennt wird. Der Bathurst Harbour liegt weiter westlich.

## Hydrologie
Der Bass River entwässert ein Areal von 175 km². Der mittlere Abfluss am Pegel 3,5 km oberhalb der Mündung beträgt 3,16 m³/s. Im April und Mai führt der Fluss die größte Wassermenge, im Mittel 11,5 bzw. 9,67 m³/s.